# 上海金城銀行ビル

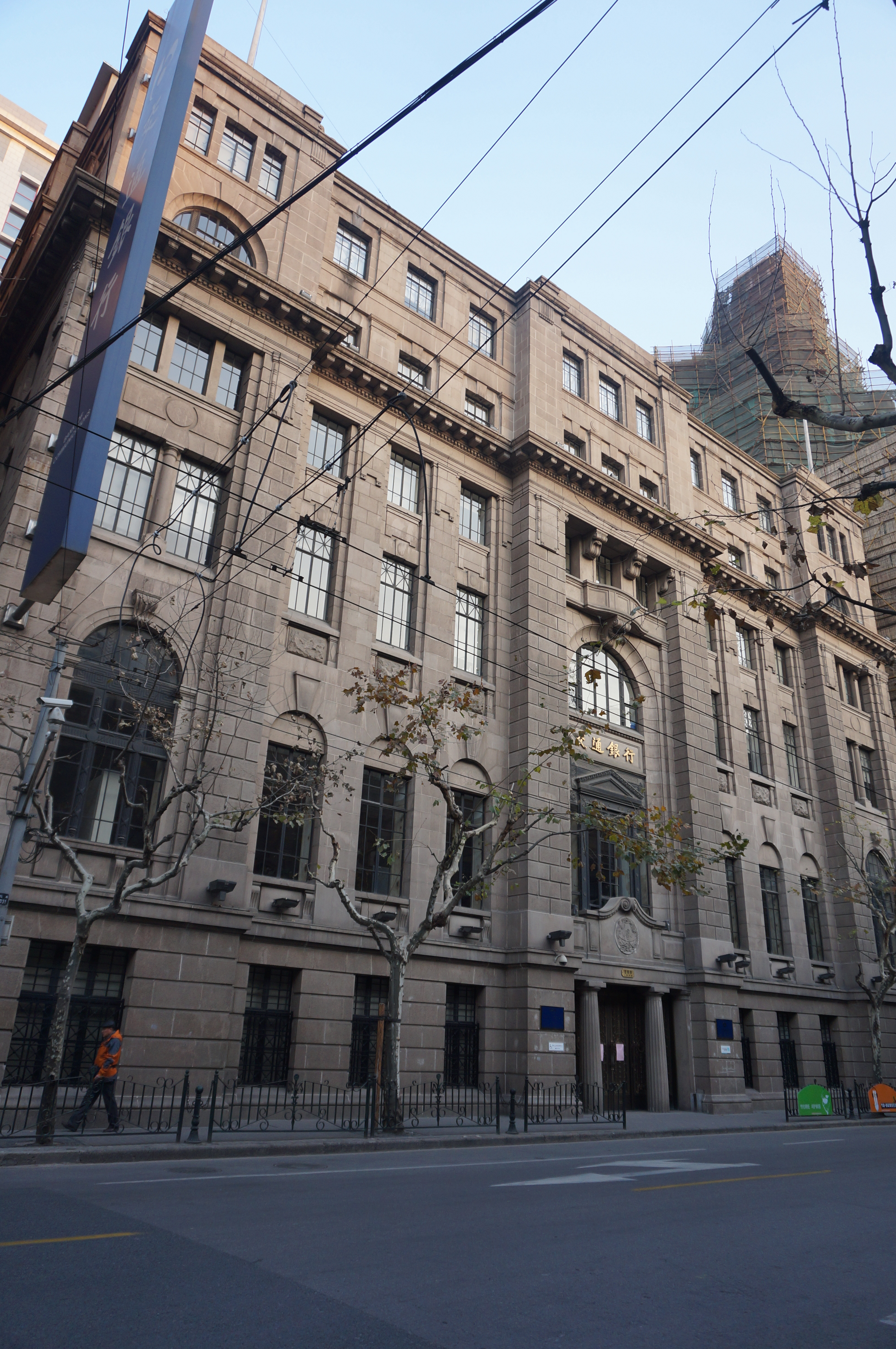
金城銀行ビル

上海金城銀行ビル（中国語: 上海金城银行大楼）、は上海市黄浦区にある歴史建築である。この建物は、1989年に上海市文物保護単位に選ばれた。
金城銀行は1917年に天津に創業した銀行であり、1918年に上海に進出した。金城銀行ビルは1926年1月に竣工し、4階建ての新古典主義建築である。1940年、さらに2階分を増築した。金城銀行ビルは1956年に上海市青年宫に転用されたが、1986年からは交通銀行上海分行のビルとして使われ、再び銀行ビルとして利用されている。